# Musée Henri Malartre

Schloss Rochetaillée-sur-Saône

Das Musée Henri Malartre (Musée de l’automobile Henri Malartre) in Rochetaillée-sur-Saône (Métropole de Lyon, Frankreich) ist nach eigenen Angaben das älteste öffentlich zugängliche Automobilmuseum des Landes und zeigt überwiegend französische Fahrzeuge der Pionier- und Vorkriegszeit. Außerdem werden historische Fahr- und Motorräder und Trambahnen ausgestellt. Das Museum ist seit 1959 im Schloss Rochetaillée aus dem 12. Jahrhundert untergebracht und gehört heute zum Verbund Musées de la ville de Lyon.
Rochetaillée-sur-Saône liegt fünf Kilometer nördlich von Lyon am linken Ufer der Saône.

## Henri Malartre
Henri Malartre war ein Unternehmer aus der Autoverwertungsbranche. Seine Sammlung begann er 1931 mit dem Kauf eines Rochet-Schneider von 1898. Er wurde 1942 als Sympathisant der Résistance verhaftet und deportiert. Nach dem Krieg kam er frei. Die Entdeckung von 17 vor der Gestapo versteckten Fahrzeugen war das Rückgrat der Sammlung von v. a. französischen Automobilen aus der Zeit vor dem Ersten Weltkrieg, die seitdem stetig wuchs.

## Exponate

### Automobile (Auswahl)
- Alcyon Cyclecar (1921)
- Bédélia Cyclecar (1913)
- Berliet Type C2 (1908)
- Bugatti Type 46
- Corre Tonneau (1904)
- Cottereau Voiturette 5 CV (1899)
- Decauville Voiturette 5 CV (1899)

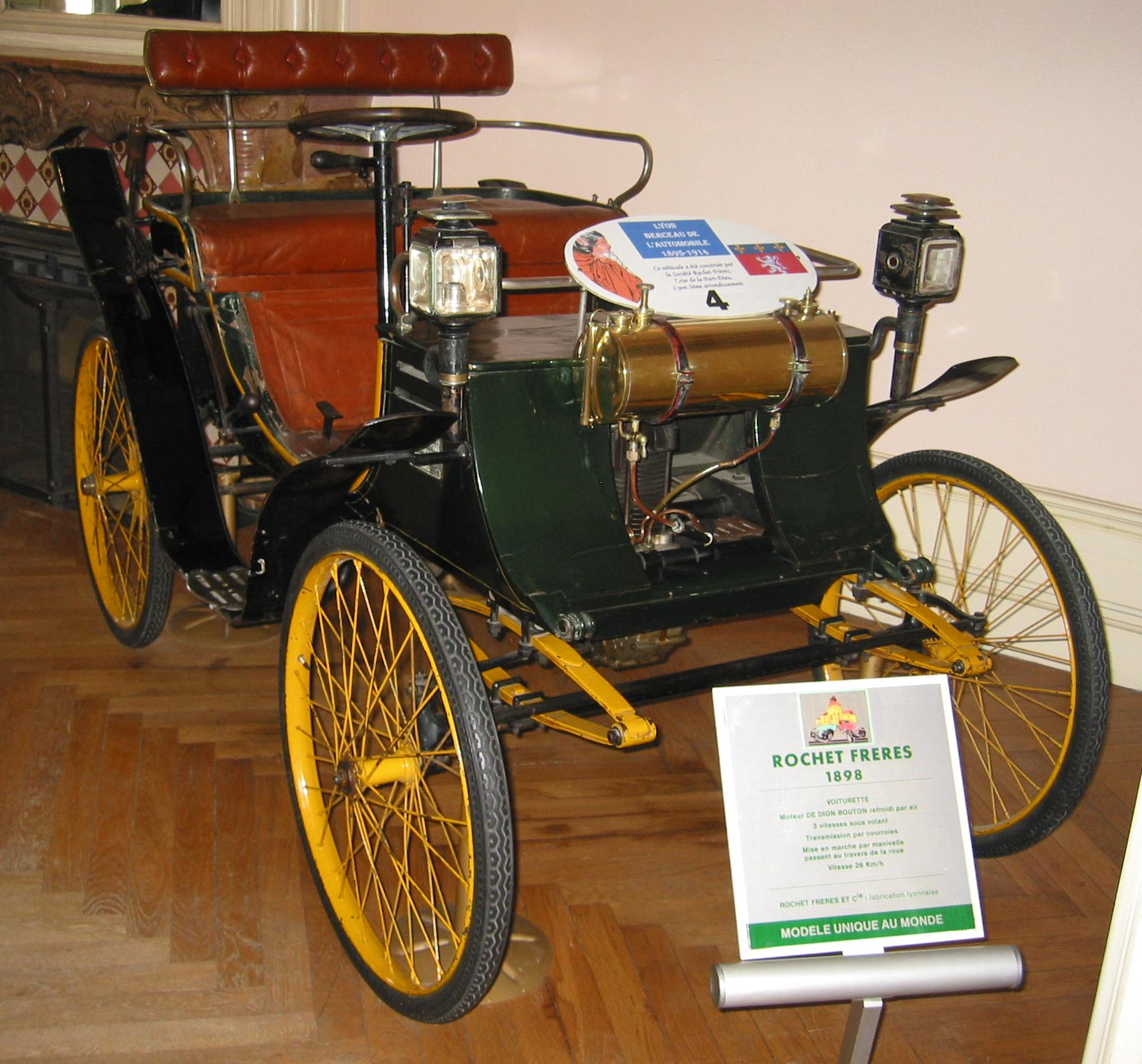
Voiturette Rochet Frères (1898)

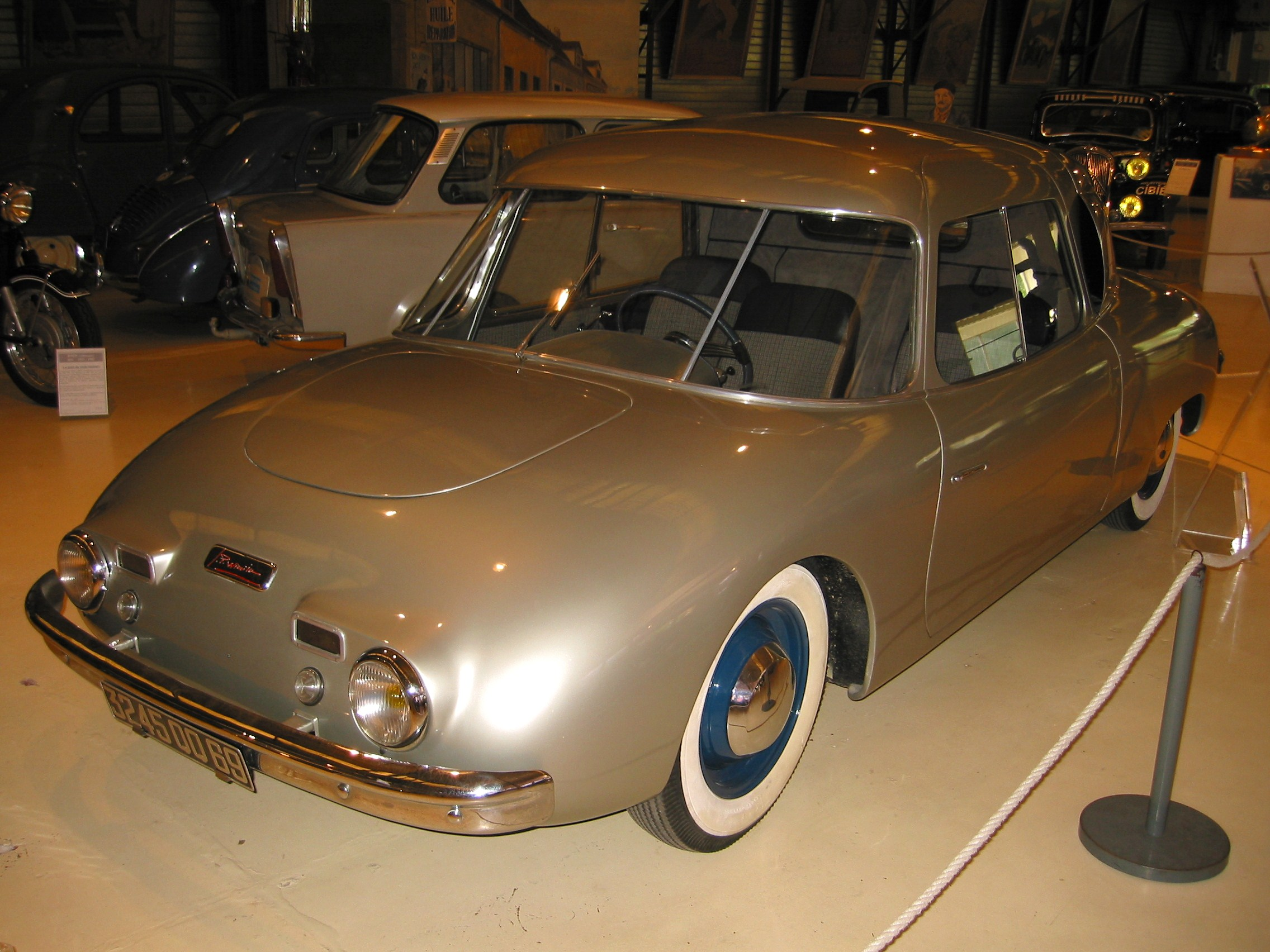
Wimille (1948)

Packard Caribbean Convertible Modell 5699 (1956). Erstbesitzerin war Edith Piaf

- De Dion-Bouton Type D Coupé (1900)
- Hispano-Suiza J 12 (1934)
- Hugot (1897)
- Jean Gras Type A 1925
- La Buire Voiturette 8 CV 1905
- Léon Bollée Type G 1 1911,
- Laspougeas 1896
- Luc Court 8 CV
- Luc Court H4S2 (1928)
- Marsonetto Mars 1 (1968)
- Mildé Elektrowagen 1900
- Noël Bénet 1900
- Packard Caribbean Cabriolet 1955 (ex Edith Piaf)
- Pilain Type 4-0 1912
- Rochet Frères 1898
- Rochet-Schneider 1895
- Rolland-Pilain 16 HP Spyder (1908)
- Rolland-Pilain (1923)
- Scotte Dampfwagen (1892)
- Secrétand Dampfwagen (1890)
- Sizaire-Berwick Type SD (1927)
- Sizaire-Naudin Voiturette Type F1 1908
- Stéla Type RCA Elektroauto 1941
- Teste et Moret „La Mouche“ 1902
- Th. Schneider 10 HP 1926
- Thieulin 1908
- Unic Type U6 (1938)
- Voisin Type C23 Coach „Carène“ (1934)
- Wimille Prototyp 1948

### Motorräder (Auswahl)
- Viratelle (1919)
- Alcyon (1925)
- Rhonyx 500 (1930)
- M.G.C.; Marcel Guiguet Cigogne (Storch)
- Ultima 500 mit Kardanantrieb
- Peugeot Type 56 (1948)
- Peugeot 125 (1949)
- MV Agusta 750S (1972)

### Andere (Auswahl)

Laufmaschine des Freiherrn von Drais (ca. 1820)

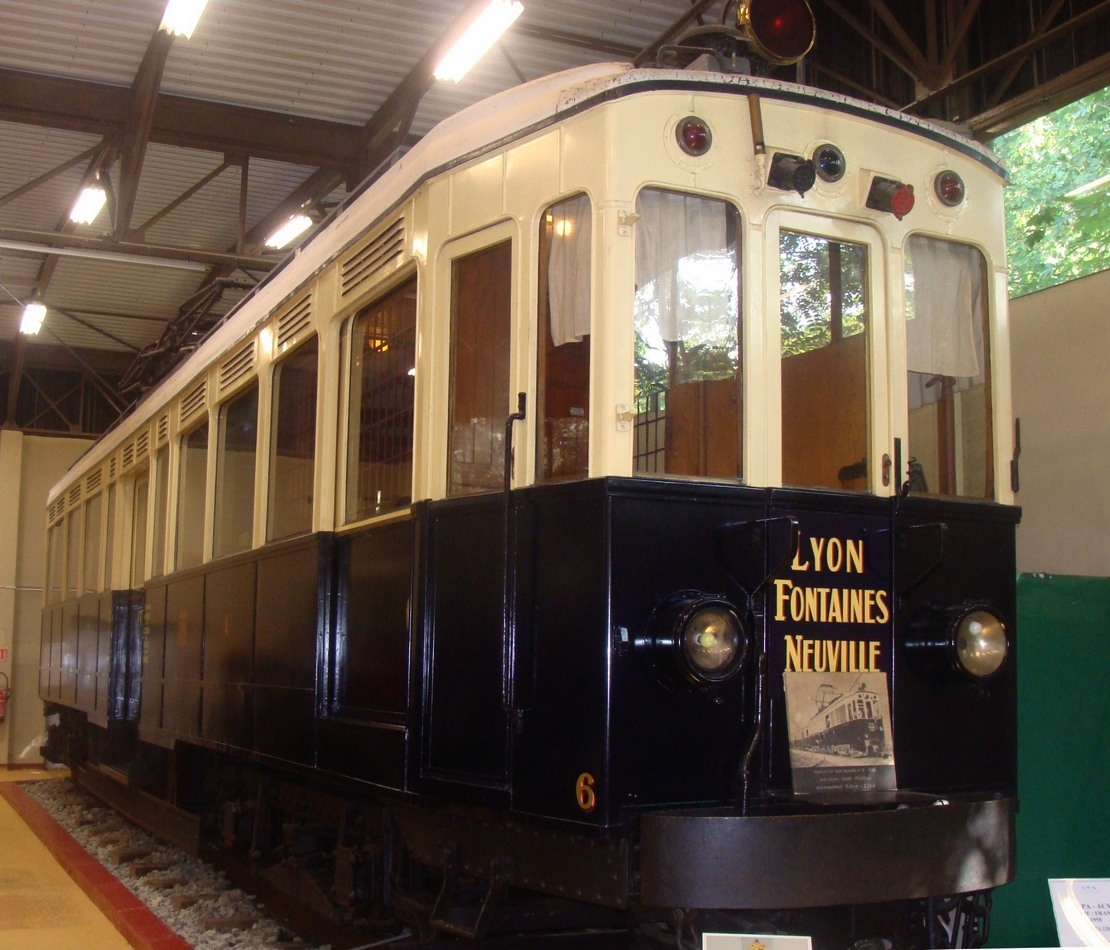
Triebwagen Nr. 6 der Regionalbahn „Train bleu“ Lyon – Fontaines-sur-Saône – Neuville-sur-Saône

- Laufmaschine des Freiherrn von Drais (ca. 1820)
- Hochrad „Grand-Bi“ (1872)
- Historische Fahrräder
- Ensemble de Stayer
- Kutschen
- Triebwagen n°6 der Regionalbahn „Train bleu“ Lyon – Fontaines-sur-Saône – Neuville-sur-Saône

### Automodelle „R.A.M.I.“
Die Spielzeug-Automodelle R.A.M.I. by JMK gehen auf die Initiative von Malartre mit seinen Freunden Jarry und Koch zurück. Die von 1958 bis 1969 angebotenen Modelle sind überwiegend Exponaten aus dem Musée Malartre nachempfunden. Sie bestehen aus Spritzgussteilen, deren Werkzeuge bei Kochs Arbeitgeber, der Kunstgießerei Quirin hergestellt wurde. Die Montage erfolgte in Heimarbeit. Das Museum besitzt eine vollständige Kollektion von RAMI-Modellen.